# Cortinarius illuminus

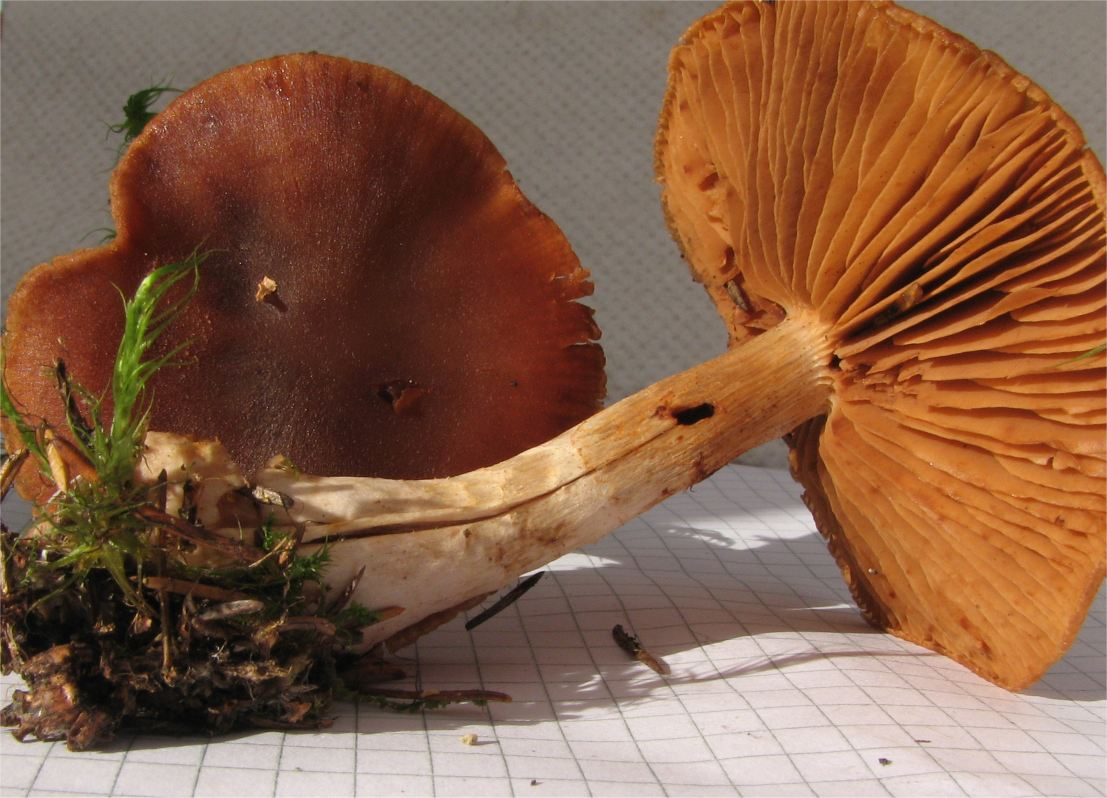

Cortinarius illuminus Fr. – gatunek grzybów należący do rodziny zasłonakowatych (Cortinariaceae).

## Systematyka i nazewnictwo
Pozycja w klasyfikacji według Index Fungorum: Cortinarius, Cortinariaceae, Agaricales, Agaricomycetidae, Agaricomycetes, Agaricomycotina, Basidiomycota, Fungi.
Po raz pierwszy opisał go w 1838 r. Elias Fries i nadana przez niego nazwa naukowa jest aktualna. Synonimy:
- Gomphos illuminus (Fr.) Kuntze 1891
- Hydrocybe illumina (Fr.) Ricken 1912

## Morfologia
Kapelusz
Szerokość 30–70 mm, początkowo stożkowy, później płaski, czasami wypukło dzwonkowaty, często koncentrycznie higrofaniczny. Powierzchnia czerwonobrązowa do brązowej, gładka, błyszcząca z drobnymi, białymi włókienkami. Brzeg u młodych okazów biały.
Blaszki
Cynamonowe.
Trzon
Cylindryczny lub nieco wrzecionowaty. Powierzchnia od szarobrązowej do czerwonobrązowej z jedwabiście białą. Resztki osłony białe do szarawobiałych, raczej rzadkie, zasnówka biała.
Miąższ
Jasnobrązowy do jasnopłowego, ciemniejszy w stanie wilgotnym.
Cechy mikroskopowe
Zarodniki 5,5–7 × 5–6 µm, kuliste do półkulistych, umiarkowanie do dość silnie brodawkowatych.

## Występowanie i siedlisko
Brak go w opracowanym w 2003 r. przez Władysława Wojewodę wykazie wielkoowocnikowych grzybów podstawkowych Polski, ale jego aktualne stanowiska podaje internetowy atlas grzybów. Znajduje się w nim na liście gatunków zagrożonych i wartych objęcia ochroną.
Naziemny grzyb mykoryzowy.